# Reg Dann
Reginald Walter Dann (6 tháng 6 năm 1916 – 1948) là một cầu thủ bóng đá người Anh. Là một left-half, ông đầu quân cho Blackpool, Gillingham, Tottenham Hotspur và Bradford Park Avenue.